# 3265 Fletcher
A 3265 Fletcher (ideiglenes jelöléssel 1953 VN2) a Naprendszer kisbolygóövében található aszteroida. Karl Wilhelm Reinmuth fedezte fel 1953. november 9-én.